# Hejremanden
Erik H. Andersen (født i 1955 på Frederiksberg, død november 2023 på Frederiksberg), også kendt som Hejremanden, var uddannet møbelsnedker og arbejdede på en møbelfabrik og som pedel på en skole i København. Fra julen 1998 og indtil sin død i november 2023 fodrede han fiskehejrer på Frederiksberg.
På Frederiksberg og generelt i København blev han af mange forbundet med sit nære bånd med fuglene. Ifølge magasinet Euroman var han en af 22 ting, man skulle opleve som gæst i byen, han blev nævnt som en af de ting, der gjorde Frederiksberg smukkest, og Frederiksberg Bryghus opkaldte en IPA-øl efter Hejremanden. På grund af sin kendisstatus i byen fik han blandt andet julekort af Frederiksbergs daværende borgmester, Mads Lebech.
Ifølge Infomedia, der indsamler danske nyhedsartikler, er han gennem årene nævnt i ca. 150 artikler.[Pr.  december 2023] I 2012 udkom en dokumentarfilm om Erik H. Andersen af Mads Black Ifversen, som havde fulgt Hejremanden igennem 12 år, og i 2013 var han hovedperson i en syv timer lang uklippet radiodokumentar på Radio24Syv. Flere argumenterede for, at Erik H. Andersen var en original, som det danske samfund ville være fattigt foruden.

## Privat
Erik H. Andersen blev født på Frederiksberg af en hjemmegående mor og en far, der arbejdede som revisor. Han havde en lillesøster. I 1987 mødte han sin kone, og de boede sammen i den treværelseslejlighed på Frederiksberg, som Andersen voksede op i.
Erik H. Andersen var desuden indehaver af verdens største samling af James Last-LP'er.
Han døde i november 2023, og blev d. 5. december bisat i Godthaabskirken på Frederiksberg, hvor N.F.S. Grundtvigs salme "Alt, hvad som fuglevinger fik" blandt andet blev sunget.

## Andersen og fiskehejrerne
Allerede i 2000 beskrev Jyllands-Posten, hvordan Erik H. Andersen med pålæg og pølser hver dag efter fyraften dresserede de vilde fugle, som han kaldte sine "venner", i Frederiksberg Have. Ifølge Andersen selv, var "Hejremanden" en flot titel. Han udviklede et særligt fløjt, som fuglene lærte at kende, og han beskrev hvordan de tillidsfuldt landede på hans arme, når han fodrede dem. Han var blandt andet kendt for cigar-tricket, hvor en fiskehejre snuppede en frossen sild ud af munden på ham.
I 2020 indførte Slots- og Kulturstyrelsen, der ejer og driver Frederiksberg Have, forbud mod at fodre havens dyr, da man ville sikre bedre levesteder for havens insekter, frøer, salamandere og fisk. Styrelsen meddelte, at også Hejremanden måtte stoppe med at fodre fiskehejrerne. Efterfølgende beskrev Frederiksberg Bladet, hvordan mange læsere havde ytret, at Hejremanden burde undtages for forbuddet, men det afviste Slots- og Kulturstyrelsen. Erik H. Andersen rykkede ud af haven og forsatte pasningen af byens fiskehejre på Solbjerg Plads mellem Frederiksberg Hovedbibliotek, Frederiksberg Gymnasium, Frederiksberg Centret og CBS.
Efter nogle borgere havde givet udtryk for, at fodringen af fuglene gjorde dem utrygge, gik Frederiksberg Kommune i februar 2023 i dialog med Erik H. Andersen for at finde et andet "et mere naturligt og grønt" fodringssted. Til Ekstra Bladet forklarede han selv, at han helst ikke vil være "uvenner med nogen", og at han helst gerne ville blive på Frederiksberg. Borgmester på Frederiksberg, Michael Vindfeldt, sagde at Frederiksberg Kommune ikke har noget at gøre med Slots- og Kulturstyrelsens forbud mod af fodre dyr i Frederiksberg Have, og kommunen aftalte med Erik H. Andersen, at han frit kunne fodre fuglene på en grøn plæne bag hovedbiblioteket, som ikke blev benyttet i lige så høj grad af andre borgere.
I sommer 2024 besluttede Frederiksberg Kommune at opsætte en mindeplade for Hejremanden. Tavlen er sat op på den bænk på Frederiksberg hvor Hejremanden igennem mange år sad og fodrede hejrer. Initiativet til at mindes Hejremanden med en plade kom fra musikeren Malte Ebert, som også har doneret den.

## Eksterne kilder
- Video med Hejremanden
- Lumby, Elisabeth (19. april 2004). "På vippen med Hejremanden". Berlingske.
- "Hejremanden kan stadig opleves i Frederiksberg Have". Frederiksberg Bladet. 6. maj 2014. Arkiveret fra originalen 17. august 2016. Hentet 28. juli 2016.
- "Hejremanden". 24syv Dokumentar. 9. februar 2013. Arkiveret fra originalen 17. august 2016. Hentet 28. juli 2016.
- Video med Hejremanden, Frederiksberg Have 2015.
- https://ekstrabladet.dk/nyheder/samfund/kommune-reagerer-nu-er-det-slut-for-hejremanden/9619438